# Archon của Pella
Archon (Tiếng Hy Lạp: Ἄρχων; mất năm 321 TCN) là một người Pella, ông được bổ nhiệm làm tổng trấn của Babylon sau khi Alexandros Đại đế qua đời vào năm 323 TCN. Ông có thể cũng chính là người con trai của Cleinias được nhắc tới trong cuộc viễn chinh Ấn Độ của Alexandros. Ông qua đời vào năm 321 TCN trong một trận chiến chống lại Docimos. Một bản khắc ở Delphi cho biết rằng Archon đã tham dự cả thế vận hội Isthmia và Pythia trong năm 333-332, ông đã giành chiến thắng một số cuộc đua ngựa trong hai kỳ thế vận hội này.